# Joc de lladres: Pantera
Joc de lladres: Pantera (títol original en anglès, Den of Thieves 2: Pantera) és una pel·lícula de robatoris estatunidenca del 2025 i la seqüela de la pel·lícula del 2018 Den of Thieves. Gerard Butler i O'Shea Jackson Jr. repeteixen els seus papers de la primera pel·lícula, mentre que Christian Gudegast torna a escriure i dirigir el film. Inspirat en el robatori de diamants d'Anvers del 2003, la trama segueix un xèrif del comtat de Los Angeles que segueix un presumpte lladre a Europa i intenta unir-se amb ell per a un robatori. Lionsgate va estrenar la pel·lícula als Estats Units el 10 de gener de 2025. La pel·lícula va rebre crítiques diverses i va recaptar 57 milions de dòlars a tot el món. S'ha doblat i subtitulat al català.